# Puppy Linux
Puppy Linux（パピーリナックス）とは、軽量化されたLinuxディストリビューションの1つである。独自に開発されたLive CDのLinuxディストリビューションであり、3.0以前はSlackwareと高い互換性を持っていた。現在はSlackware・Ubuntu・Debianをベースにした各バージョンが開発・公開されており、それぞれのパッケージ利用が可能となっている。
単に Puppy と略して呼ばれることもある。

## 概要

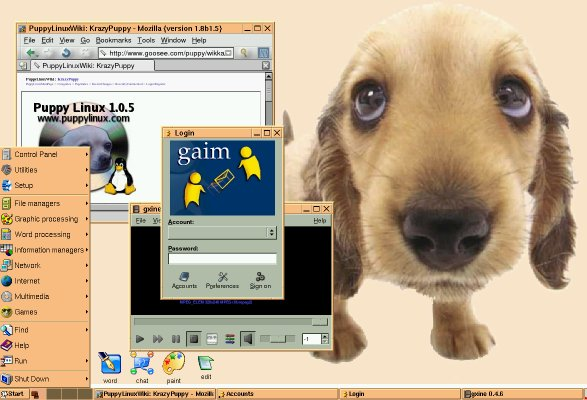
Capture puppy linux jwm

ハードディスクにインストールする必要がないLive CDとして、全てCDから起動させることが可能である。広く一般に公開され、GPLライセンスに従って配布されており、無償で利用することが可能である。パピー（子犬）がマスコットになっている。

## 特徴
- Live CDとして提供されるが、ハードディスク及びUSBメモリへのインストールも可能。「フルーガル(frugal)インストール」が推奨されている。システムはsfs(SquashFS)形式の圧縮ファイルにまとめられており、個人設定は差分としてメディアやハードディスクに保存できる。また、オフィスソフトやブラウザのようなサイズの大きいアプリケーションは、追加のsfsとして提供されることが多い。
- 動作保証する環境が、CPUがPentium 166MMX、メインメモリが128MB(〜4.x系)・256MB(5.x系)であり古いパソコンでも動作可能[注釈 1]だったが、現在は最低でもメインメモリが768MB(6.x系)・1GB(7.x系)必要になる。
- 起動時にRAMへシステムを読み込み利用する仕組みで、ハードディスクが無くても運用できる。
- 起動時以外はLive CDが不要であるため、CDドライブを他の目的に使用可能。ただし、システムの読み込みの際には20倍速以上のCDROMドライブを装備していることが望ましい。
- パッケージの基本的な管理は、PETパッケージ・マネージャーによって行う。採用されているパッケージ形式は、PET。その実態はディレクトリ構成＋インストール情報をパッケージしたtgz,txzファイルである。
- リマスタリング機能を利用することで、ユーザーは独自にカスタマイズしたLive CDを容易に作成することが可能。
- 主要アプリケーション及びライブラリをSlackware、Ubuntu、Debianから移植している他、多くのアプリケーションがスクリプトによって構築されている。
- 4.3以降の版ではパッケージマネージャがDebian、Ubuntuなどで使用されている.debパッケージに標準対応し、Ubuntuのパッケージを利用できるようになった。ただし、ライブラリの不足により動作しない場合がある。

## 推奨環境
バージョンによって異なる。1例として、tahrpup 6.0.5 CE の場合。
- プロセッサ: 1GHz Pentium 4
- メモリ: 768MB
- ブート可能な CDドライブ、USB接続のドライブなど。内蔵HDDは必須ではない。

## 歴史
オーストラリアの Barry Kauler によって開発された Linuxディストリビューションである。公式ウェブサイトでは英語版がその公式なリリースとして公開されているが、現在世界的な人気を得て各国語版に改編されたバージョンが多く存在し、公認された日本語版も存在する。

## リリース
主なバージョンおよびリリース日は以下の通り。

### バージョン 4 まで
| バージョン | リリース日     | 備考 |
| ---------- | -------------- | --- |
| 0.1        | 2003年6月18日  | 初公開 |
| 1.0        | 2005年3月29日  | |
| 2.0        | 2006年6月1日   | |
| 2.16.1JP   | 2007年7月17日  | 初の正式日本語版がリリースされた。                                                                                   |
| 3.0        | 2007年10月14日 | |
| 4.0        | 2008年5月5日   | T2プロジェクトからアプリケーション及びライブラリのソース取り込み。 GTK2 を使用するプログラムのみで構成し、UIの統一。 |
| 4.1        | 2008年10月6日  | 起動スクリプトの見直しによって起動時間の短縮が図られた。                                                             |
| 4.2        | 2009年3月28日  | Barry K 以外の人物（フォーラムメンバー)がプロジェクトリーダーを務めた。 Windows Vistaを意識したデスクトップ。        |
| 4.3        | 2009年9月18日  | Barry K プロジェクトリーダーに復帰。4.12以前の簡素なデスクトップとなる。                                             |

### バージョン 5 以降
バージョン 5以降の Puppy Linux はいくつかの系列に分かれている。これまでにも Barry K 以外の人物がプロジェクトリーダーを務める、コミュニティ・エディションと呼ばれるもの（バージョン 4.2 など) があった。また、「公式」ではない派生も多く存在した。バージョン 5以降はむしろそれら派生の中から Barry K が後付けで「公式」と宣言した経緯のものがある。Playdayz が主宰する Lucid Puppy(Lupu)、01micko が主宰する Slacko の2つがそれである。この2つが「公式」と宣言された後に、Barry K 自身も Wary、続いて Racy を開発したために、これらの系列が並列することとなった。その後 Barry K は Precise Puppy の開発に着手。Wary/Racyはサービスパック5.5.1 を最後に、Precise Puppy に集約される見込み。

#### Precise Puppy

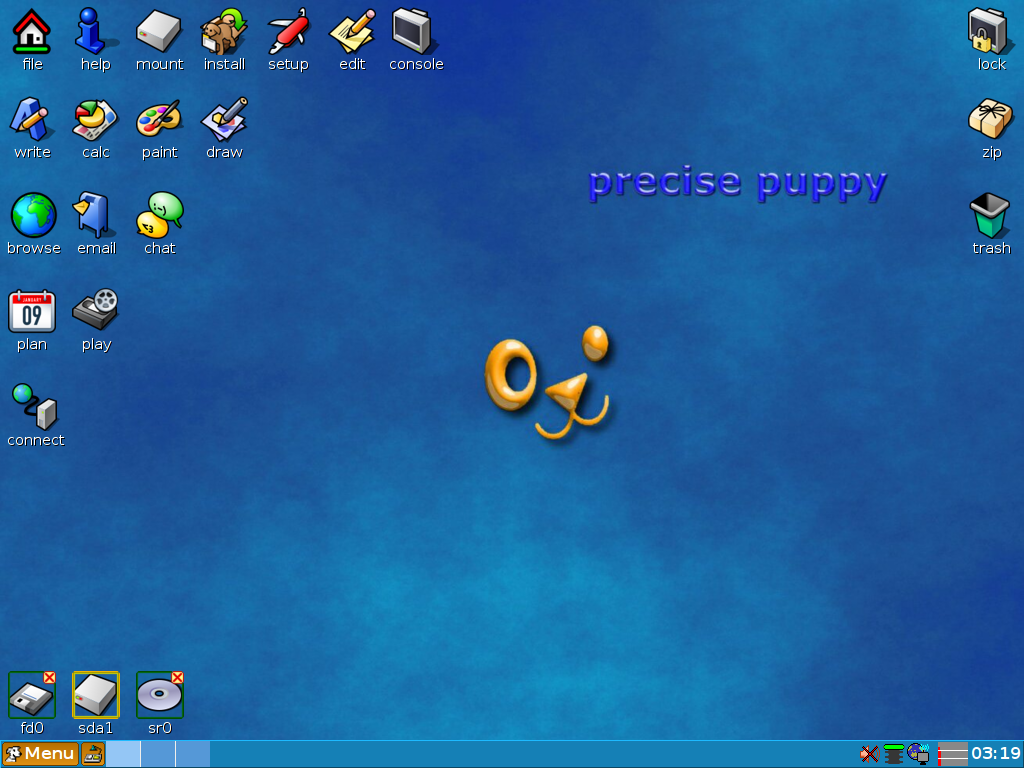
Precise Puppy 5.7.png

Barry K による開発。Ubuntu 12.04.1(Precise Pangolin) とバイナリ互換。Ubuntuの膨大なリポジトリにアクセスできる。Precise Pangolinは5年間のLTS（Long Term Support、長期サポート）であるため、Precise Puppyも同等に扱われる。PAEカーネルが通常となり、non-PAEは"retro"という扱いになった。
| バージョン          | リリース日     | 備考 |
| ------------------- | -------------- | ---- |
| Precise Puppy 5.4   | 2012年10月23日 |      |
| Precise Puppy 5.5   | 2013年3月10日  |      |
| Precise Puppy 5.6   | 2013年5月21日  |      |
| Precise Puppy 5.7   | 2013年7月29日  |      |
| Precise Puppy 5.7.1 | 2013年8月3日   |      |

#### Slacko Puppy

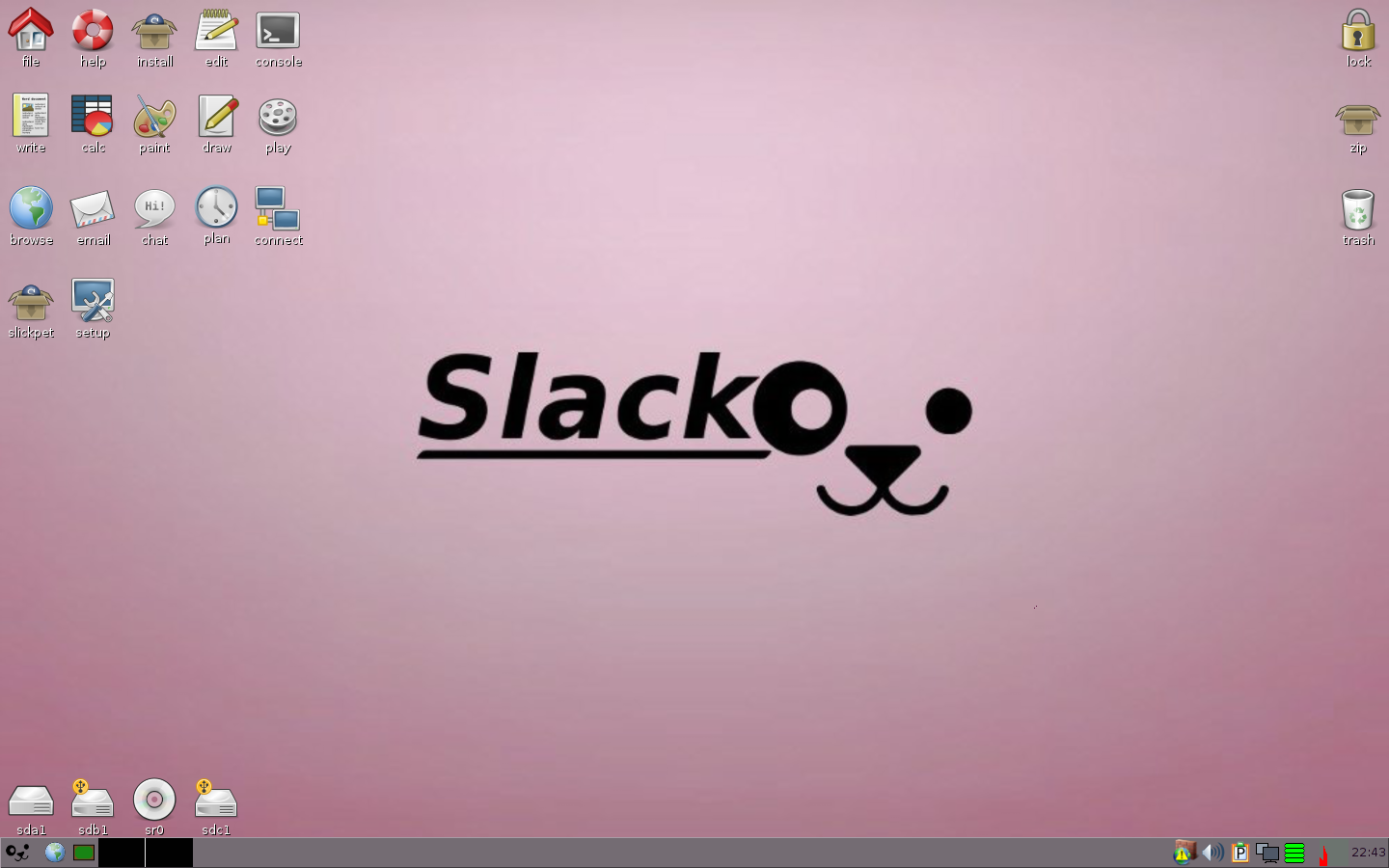
Puppy Linux 5.3.3 Slacko Puppy

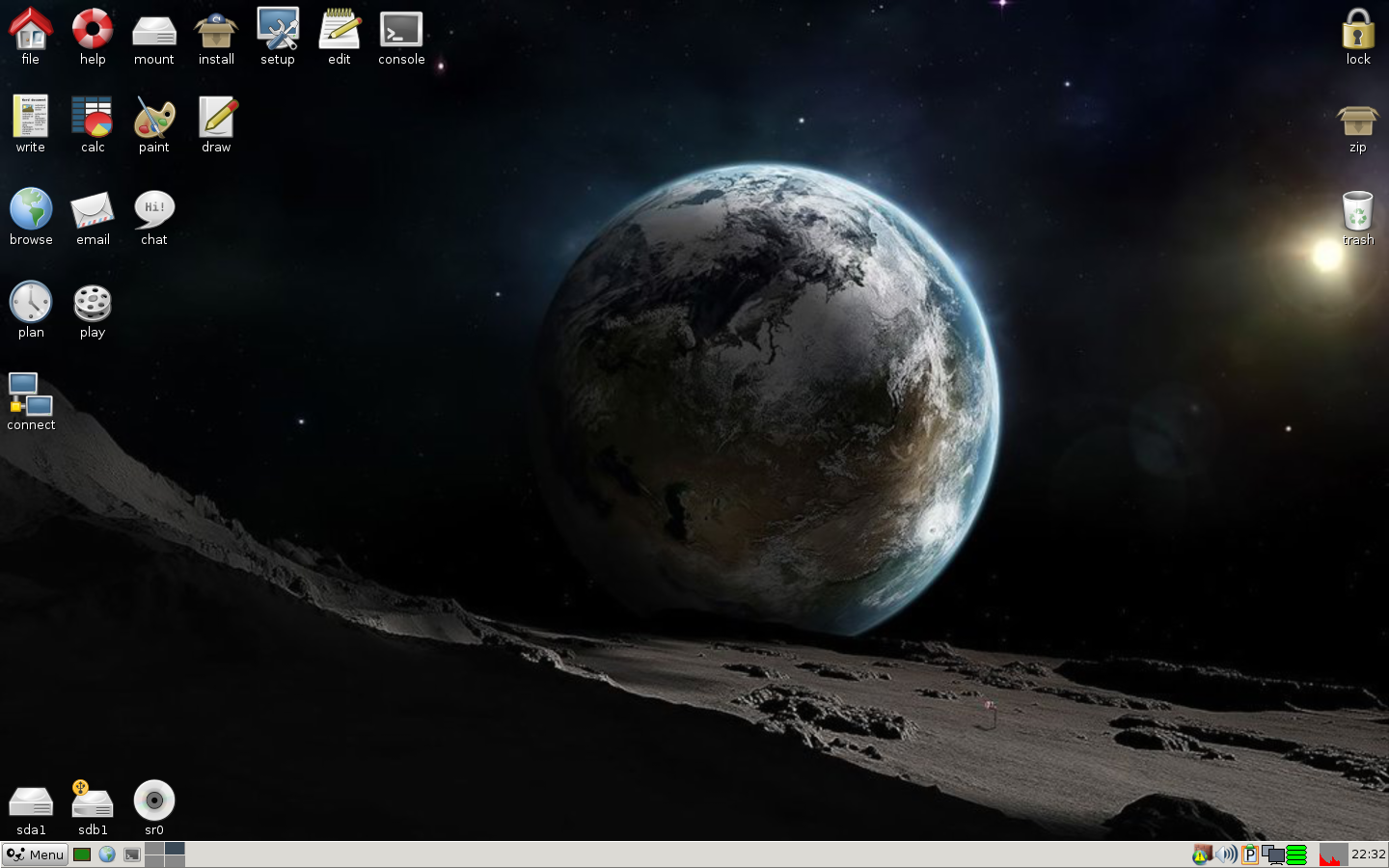
Puppy Linux 5.4 Slacko Puppy

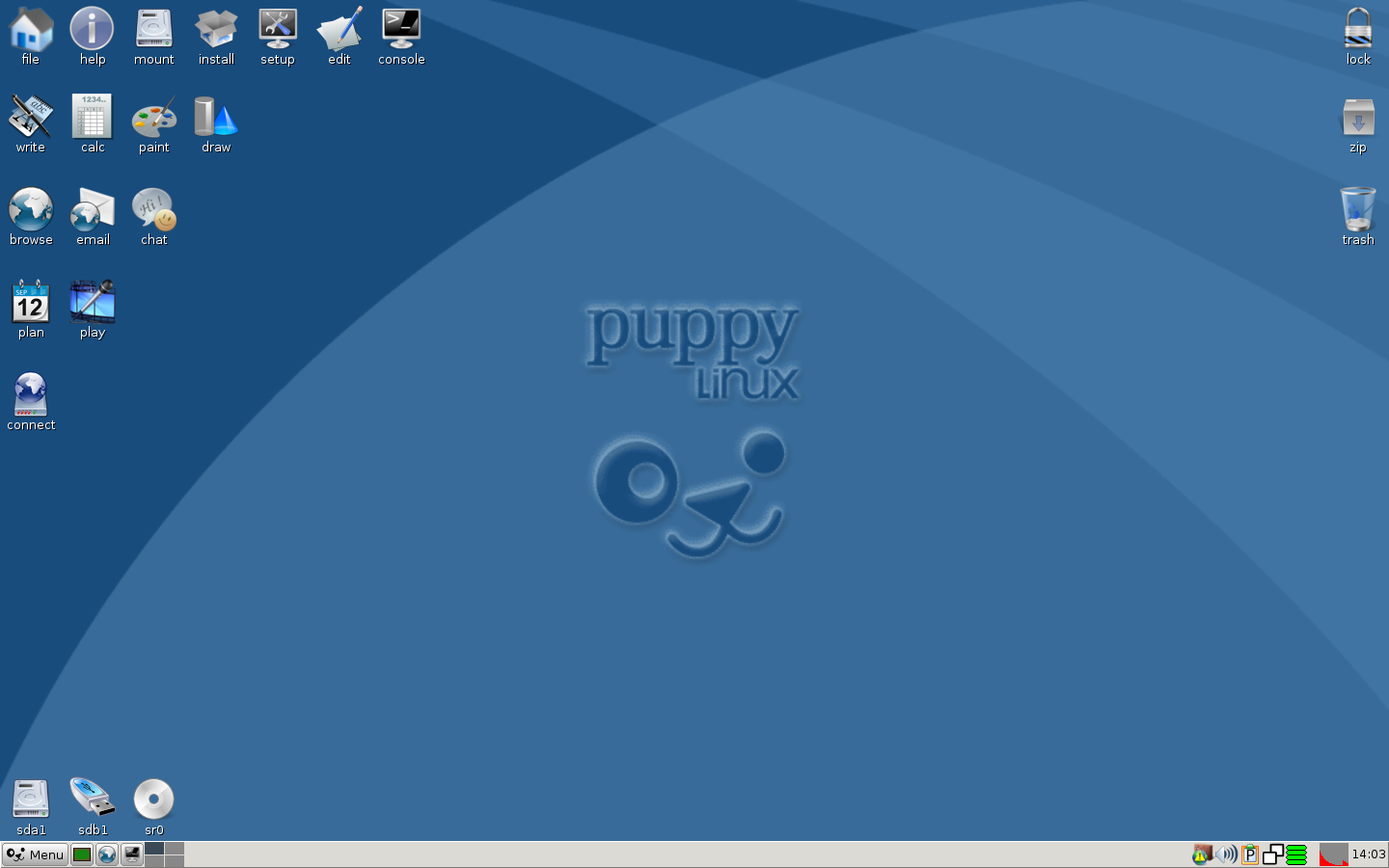
Puppy Linux 5.5 Slacko Puppy

01micko をリーダーとするプロジェクトチームによる開発。Slackware ベース。カーネル、ライブラリに比較的新しいものを採用。32bitOSながら 4GB超えのRAMをサポートする PAEカーネルのものもリリースしている。2021年1月、Slacko 7.0 がリリースされた。この版からzramに対応。長らく開発中であったものがようやく正式版になったものであり、リリースの日付に限れば Puppy Linux 9.5 (fossapup64) よりも新しい。Slacko 6 (6.3.2) は S15Pup-22.12 と入れ替わりに、公式 Puppy のラインアップから外れた。
| バージョン         | リリース日     | 備考 |
| ------------------ | -------------- | ---- |
| Slacko Puppy 5.4   | 2012年12月2日  |      |
| Slacko Puppy 5.5   | 2013年3月6日   |      |
| Slacko Puppy 5.6   | 2013年8月13日  |      |
| Slacko Puppy 5.7   | 2014年5月10日  |      |
| Slacko Puppy 6.0   | 2014年10月24日 |      |
| Slacko Puppy 6.3   | 2015年11月16日 |      |
| Slacko Puppy 6.3.2 | 2016年6月23日  |      |
| Slacko Puppy 7.0   | 2021年1月4日   |      |

#### Wary Puppy・Racy Puppy
Barry K による開発。T2ベース。Xサーバーは Puppy 4.x系と同じで、比較的古いハードウェア（グラフィック・カード）のサポートを意図している。RacyはWaryに比べ新しいカーネルや Xサーバーを採用し、最近のハードウェアへのサポートを意図している。カーネルと Xサーバー以外は基本的にWaryとRacyで同じ。バージョン 5.2.2 から WaryとRacyが基本的に同時リリースされている。
| バージョン        | リリース日     | 備考                                              |
| ----------------- | -------------- | ------------------------------------------------- |
| Wary 5.0          | 2010年12月29日 | Barry KによるWary(慎重なパピー)最初の正式リリース |
| Wary / Racy 5.5   | 2013年3月3日   |                                                   |
| Wary / Racy 5.5.1 | 2013年5月13日  | サービスパックのみのリリース                      |

バージョン5.5へのサービスパック(5.5.1)を最後に、今後は Precise Puppy に集約される見込み。

#### Lucid Puppy

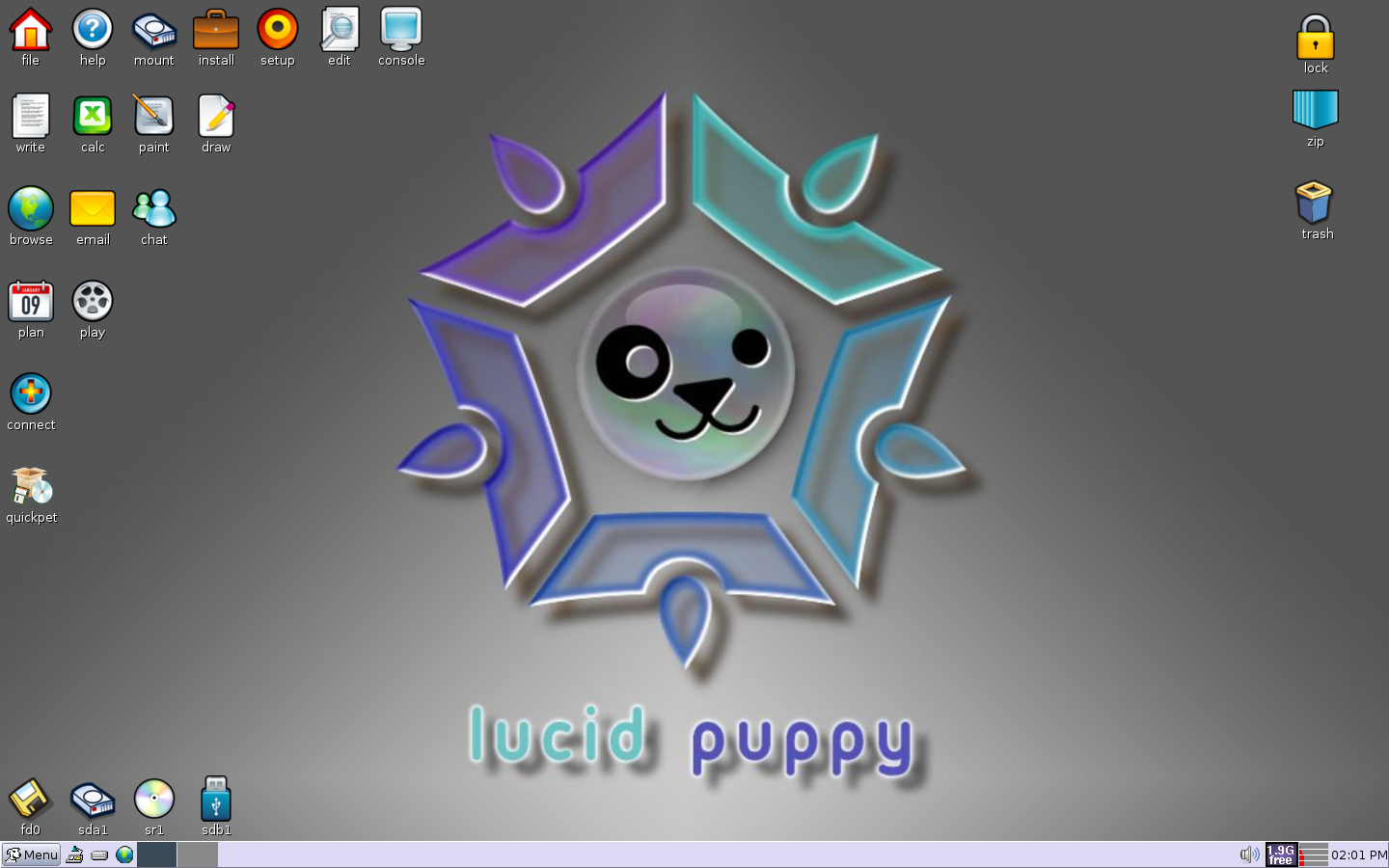
Puppy Linux 5.0.0

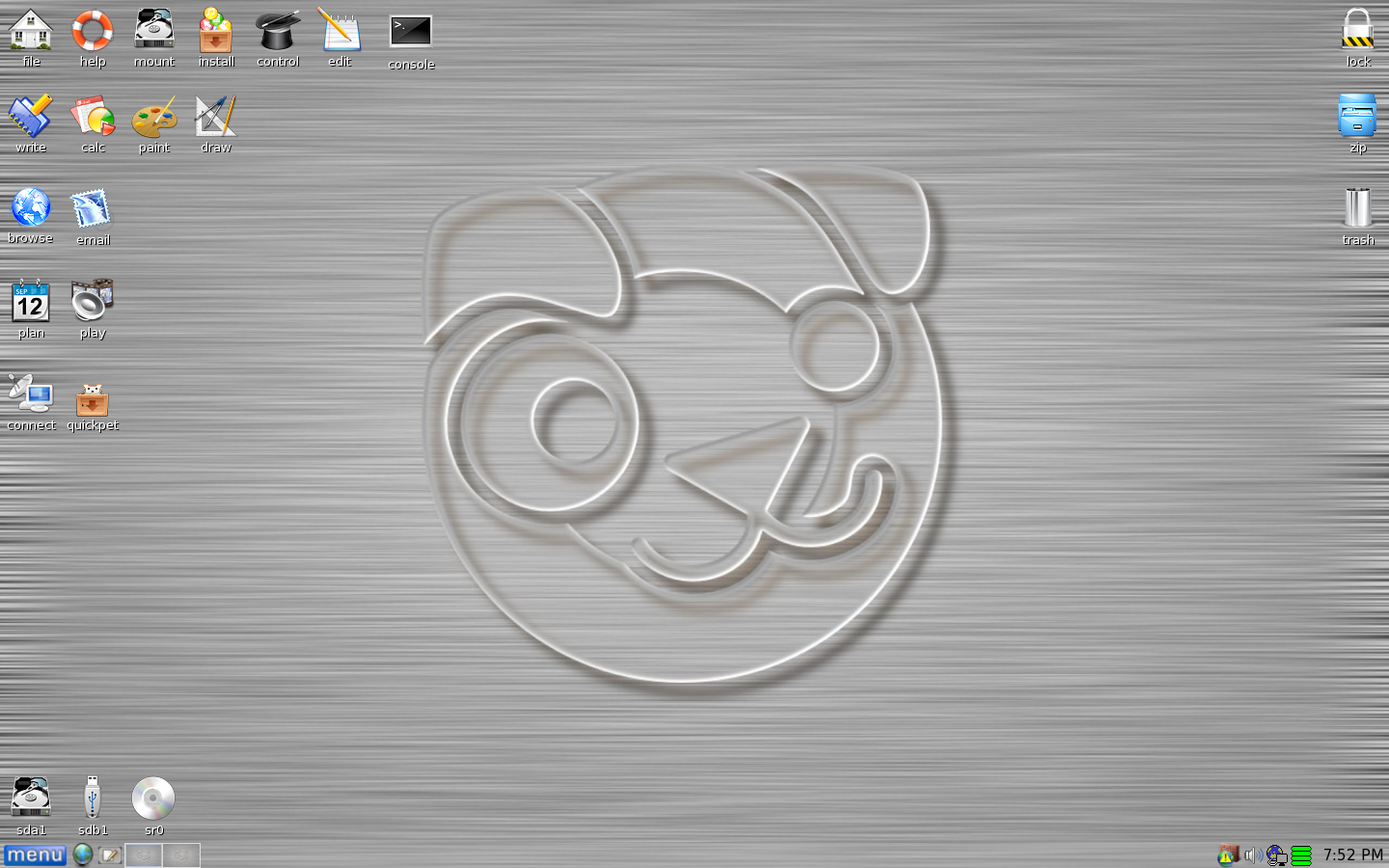
Puppy Linux 5.2.8 Lucid Puppy

Playdayzをリーダーとするプロジェクトチームによる開発。Ubuntu 10(Lucid) とバイナリ互換。カーネル 2.6.33.2 や主要ライブラリを変更することなく改良、保守が続けられた。Lupu-5.2.8-005 を最後に更新対象から外されている。
| バージョン      | リリース日    | 備考 |
| --------------- | ------------- | ---- |
| Lucid Puppy 5.0 | 2010年5月15日 |      |
| Lucid Puppy 5.1 | 2010年8月13日 |      |

#### Raring Puppy
Barry K による開発。Ubuntu 13.04(Raring Ringtail) とバイナリ互換。現在アルファ版のみが公開されている。
| バージョン             | リリース日    | 備考 |
| ---------------------- | ------------- | ---- |
| Raring Puppy 5.7alpha1 | 2010年6月16日 |      |
| 5.6.94 (5.7alpha2)     | 2010年6月29日 |      |

#### tahrpup CE

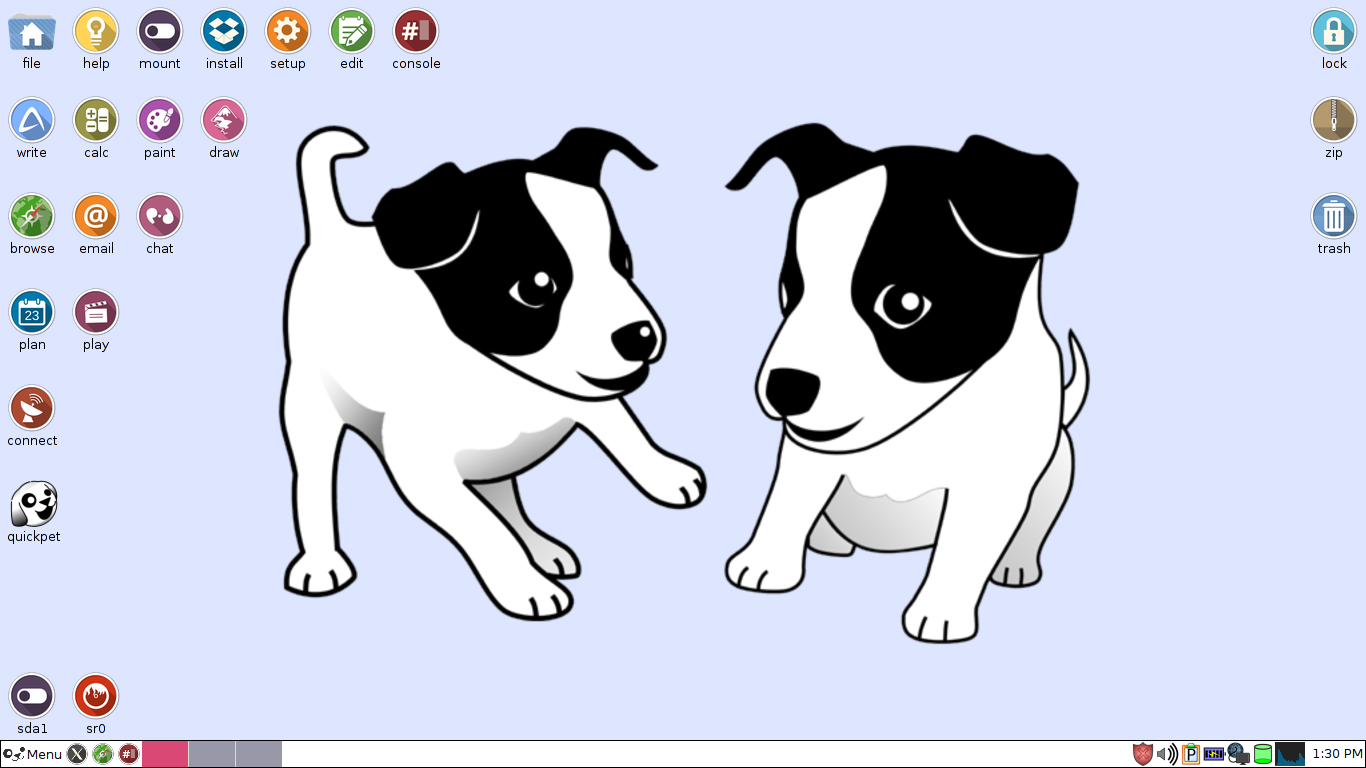
Puppy Linux 6.0.5 TahrPup

666philb が取りまとめ役を務めるプロジェクト。Ubuntu 14.04 (Trusty Tahr) とバイナリ互換。この系列の公式最新版は 6.0.5 で、カーネルは 32bit版が 3.14.56, 64bit版が 3.14.54 である。32bit版の iso は PAE カーネルのものと noPAE カーネルのものが用意されている。S15Pup-22.12 と入れ替わりに、公式 Puppy のラインアップから外れた。
| バージョン    | リリース日     | 備考 |
| ------------- | -------------- | ---- |
| Tahrpup 6.0.0 | 2014年3月9日   |      |
| Tahrpup 6.0.5 | 2015年12月20日 |      |

#### xenialpup CE
666philb が取りまとめ役を務めるプロジェクト。Ubuntu 16.04 (Xenial Xerus) とバイナリ互換。7.0.x として開発が進み、公式版は 7.5 と付番された。カーネルは 32bit版が 4.4.95 noPAE, 64bit版が 4.9.58 である。
| バージョン    | リリース日     | 備考 |
| ------------- | -------------- | ---- |
| Xenialpup 7.5 | 2017年11月25日 |      |

#### bionicpup32・bionicpup64 CE
Ubuntu 18.04 (Bionic Beaver) とバイナリ互換。32bit版は peebee を中心として UPupBB の名称で開発が進められたが、公式版リリースにあたり bionicpup32 8.0 と命名された。(カーネル 4.9.163 PAE)
一方、64bit版は当初から bionicpup64 として、666philb をリーダーとして開発が進められ、公式版は 8.0 と付番された。(カーネル 4.19.23)
開発の経緯から、32bit版と 64bit版で収録されているアプリケーションの一部が異なる。
| バージョン    | リリース日    | 備考 |
| ------------- | ------------- | ---- |
| Bionicpup 8.0 | 2019年3月24日 |      |

#### Raspup
01micko によるプロジェクトであり、Raspberry Pi OSのバイナリパッケージと互換性がある(Raspup 8.2.1 のカーネルは 5.4.42)。
x86, x64 以外のアーキテクチャ (armhf 32bit) をサポートする最初の Puppy である。Pi Zero, Pi 1 〜 Pi 4 で動作する。
| バージョン   | リリース日   | 備考 |
| ------------ | ------------ | ---- |
| Raspup 8.2.0 | 2020年1月1日 |      |
| Raspup 8.2.1 | 2020年7月5日 |      |

#### fossapup64 CE

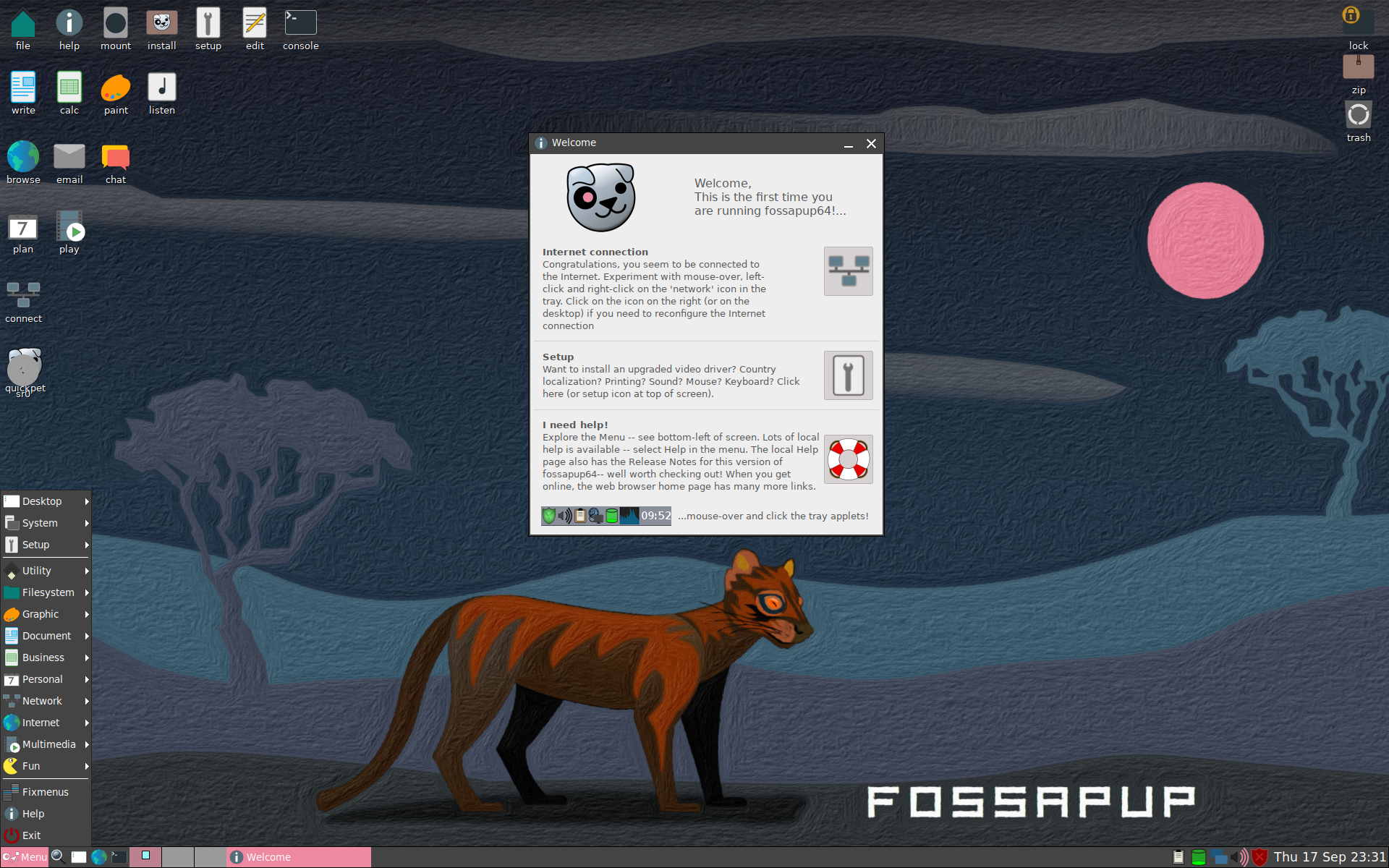
Puppy Linux 9.5

666philb が取りまとめ役を務めるプロジェクト。Ubuntu 20.04 (Focal Fossa) とバイナリ互換。9.0.x として開発が進み、公式版は 9.5 と付番された。カーネルは 5.4.53 である。従来は本体 sfs に収録されていたアプリケーション群が adrv sfs として分離された。adrv sfs を外すことによって、アプリをほとんど含まないミニマルシステムとして起動することができる。 
| バージョン     | リリース日    | 備考 |
| -------------- | ------------- | ---- |
| Fossapup64 9.5 | 2020年9月21日 |      |

#### S15Pup
Peebee によるプロジェクト。Slackware 15.0 とバイナリ互換。zramへの対応。カーネルは 64bit 版が 5.15 系、32bit 版が 5.10 系である。開発が止まっている Slacko 8.x に相当するものと考えられる。
| バージョン   | リリース日    | 備考 |
| ------------ | ------------- | ---- |
| S15Pup-22.12 | 2022年12月3日 |      |

#### F96-CE (Fossapup64 9.6)
Rockedge を中心とするプロジェクト。Fossapup64 9.5 のリリース後に、ベースとなる ubuntu focal や woof-CE (Puppy のビルドシステム) に加えられた変更を反映している。カーネルは 6.0系、音源システムには pulseaudio が採用された。2024年5月、公式として採択されたが、下記のリリース日は Puppy のフォーラムに公開された日付である。
| バージョン | リリース日   | 備考 |
| ---------- | ------------ | ---- |
| F96-CE_4   | 2023年4月2日 |      |

#### BookwormPup
Debian Bookworm をベースとしている。64bit 版は Radky による開発。32bit 版は Peebee による開発だが、概ね 64bit 版に合わせた構成を取っている。パッケージ管理に apt や synaptic を利用するが、Puppy 独自の pet パッケージを扱う仕組みも残している。カーネルは 6.1系、音源システムには PipeWire が採用された。2024年5月、公式として採択されたが、下記のリリース日は Puppy のフォーラムに公開された日付である。
| バージョン           | リリース日     | 備考 |
| -------------------- | -------------- | ---- |
| BookwormPup64 10.0.6 | 2024年3月5日   |      |
| BookwormPup32 23.12  | 2023年12月28日 |      |

## 日本語化
日本語化パッケージをインストールすることにより、最新版でも日本語化は可能である。ただし、汎用パッケージであるので、Puppy のバージョンにより対応状況は異なる。
一部のバージョンには専用の日本語化パッケージが存在する。専用のパッケージの利用が推奨される。

## パピーリナックス日本語版
パピーリナックス日本語版は有志によって英語版を日本語化し、日本語を母語とする初心者でも使いやすいようにアプリケーションの追加・修正をしているバージョンである。

### リリース
| バージョン                       | リリース日     | 備考                                                                       |
| -------------------------------- | -------------- | -------------------------------------------------------------------------- |
| パピーリナックス 2.16.1 日本語版 | 2007年7月17日  | 初の正式日本語版がリリース。                                               |
| パピーリナックス 3.01 日本語版   | 2007年11月28日 | 3.x 系の日本語版リリース。                                                 |
| パピーリナックス 4.0 日本語版    | 2008年7月2日   | 4.x 系の日本語版リリース。                                                 |
| パピーリナックス 4.1.1 日本語版  | 2008年12月6日  |                                                                            |
| パピーリナックス 4.1.2 日本語版  | 2009年1月19日  |                                                                            |
| パピーリナックス 4.2 日本語版    | 2009年5月27日  |                                                                            |
| パピーリナックス 4.3 日本語版    | 2009年10月14日 |                                                                            |
| パピーリナックス 4.3.1 日本語版  | 2009年12月1日  | 日本語版では独自の改善が加えられている。                                   |
| Wary-511-01J                     | 2011年4月18日  | Wary 5.1のbugfixとアプリのVerUp。日本語版独自の改善が加えられている。      |
| 431JP2012                        | 2012年3月15日  | 4.3.1日本語版リリース以降2年余の改良成果を加えた。日本語版独自のリリース。 |
| Lupu-528JP                       | 2012年7月27日  | Lucid 5.2.8.005をベースに日本語化、日本語版独自の改良も加えられている。    |
| Precise-550JP                    | 2013年6月14日  | Precise 5.5をベースに日本語化。                                            |
| Precise-571JP                    | 2014年1月18日  | Precise 5.7.1-retroをベースに日本語化。                                    |

## 派生版

### Lxpup
Lxpupは、Puppy Linuxのデスクトップ環境をLXDEに置き換えたもの。Peebee によるプロジェクト。Upupも同氏による創作。LXDE-ydrvという着せ替え可能なデスクトップテーマを導入するとLxPupになる。

### Yara OSX
Yara OSXは、デスクトップ環境にXfceを採用したMacOS風の画面。